# Ćwiecino
Ćwiecino (biał. Цвеціна; ros. Цветино) – agromiasteczko na Białorusi, w obwodzie witebskim, w rejonie miorskim, w sielsowiecie Zaucie.
Dawniej używane nazwy – Kwiecin.
Siedziba parafii prawosławnej; znajdują się tu murowana cerkiew parafialna pw. Podwyższenia Krzyża Pańskiego i drewniana kaplica pw. Świętego Ducha.

## Historia
W czasach zaborów miasteczko prywatne, osada szlachecka i folwark Kwiecin leżały w gminie Jazno, w powiecie dzisieńskim, w guberni wileńskiej Imperium Rosyjskiego. W miasteczku była murowana cerkiew i kaplica drewniana.
Miasteczko było siedzibą parafii prawosławnej Podwyższenia Krzyża Świętego.
W latach 1921–1945 wieś, okolica szlachecka, majątek i folwark Ćwiecino leżały w Polsce, w województwie wileńskim, w powiecie dziśnieńskim, w gminie Jazno.
Według Powszechnego Spisu Ludności z 1921 roku zamieszkiwały:
- wieś – 66 osób, 7 było wyznania rzymskokatolickiego a 59 prawosławnego. Jednocześnie 39 mieszkańców  zadeklarowało polską a 27 białoruską przynależność narodową. Było tu 11 budynków mieszkalnych[5]. W 1931 w 22 domach zamieszkiwało 178 osób[6].
- okolicę szlachecką  – 44 osoby, 12 było wyznania rzymskokatolickiego a 32 prawosławnego. Jednocześnie 23 mieszkańców  zadeklarowało polską a 21 białoruską przynależność narodową. Było tu 5 budynków mieszkalnych[5]. W 1931 w 4 domach zamieszkiwało 21 osób[6].
- majątek  – 55 osób, 24 było wyznania rzymskokatolickiego a 31 prawosławnego. Jednocześnie 30 mieszkańców  zadeklarowało polską a 25 białoruską przynależność narodową. Było tu 10 budynków mieszkalnych[5]. W 1931 w 3 domach zamieszkiwało 31 osób[6].
- folwark – 32 osoby, 17 było wyznania rzymskokatolickiego a 15 prawosławnego. Jednocześnie 31 mieszkańców  zadeklarowało polską a 1 białoruską przynależność narodową. Były tu 3 budynki mieszkalne[5]. W 1931 w 3 domach zamieszkiwało 23 osoby[6].

Wierni należeli do parafii rzymskokatolickiej w Jaźnie i miejscowej prawosławnej. Miejscowość podlegała pod Sąd Grodzki w Dziśnie i Okręgowy w Wilnie; właściwy urząd pocztowy mieścił się w Jaźnie.
W Ćwiecinie umiejscowione były koszary  kompanii granicznej KOP „Ćwiecino”.
W wyniku napaści ZSRR na Polskę we wrześniu 1939 miejscowość znalazła się pod okupacją sowiecką. 2 listopada została włączona do Białoruskiej SRR. Od czerwca 1941 roku pod okupacją niemiecką. W 1944 miejscowość została ponownie zajęta przez wojska sowieckie i włączona do obwodu witebskiego Białoruskiej SRR.
Od 1991 w składzie niepodległej Białorusi.

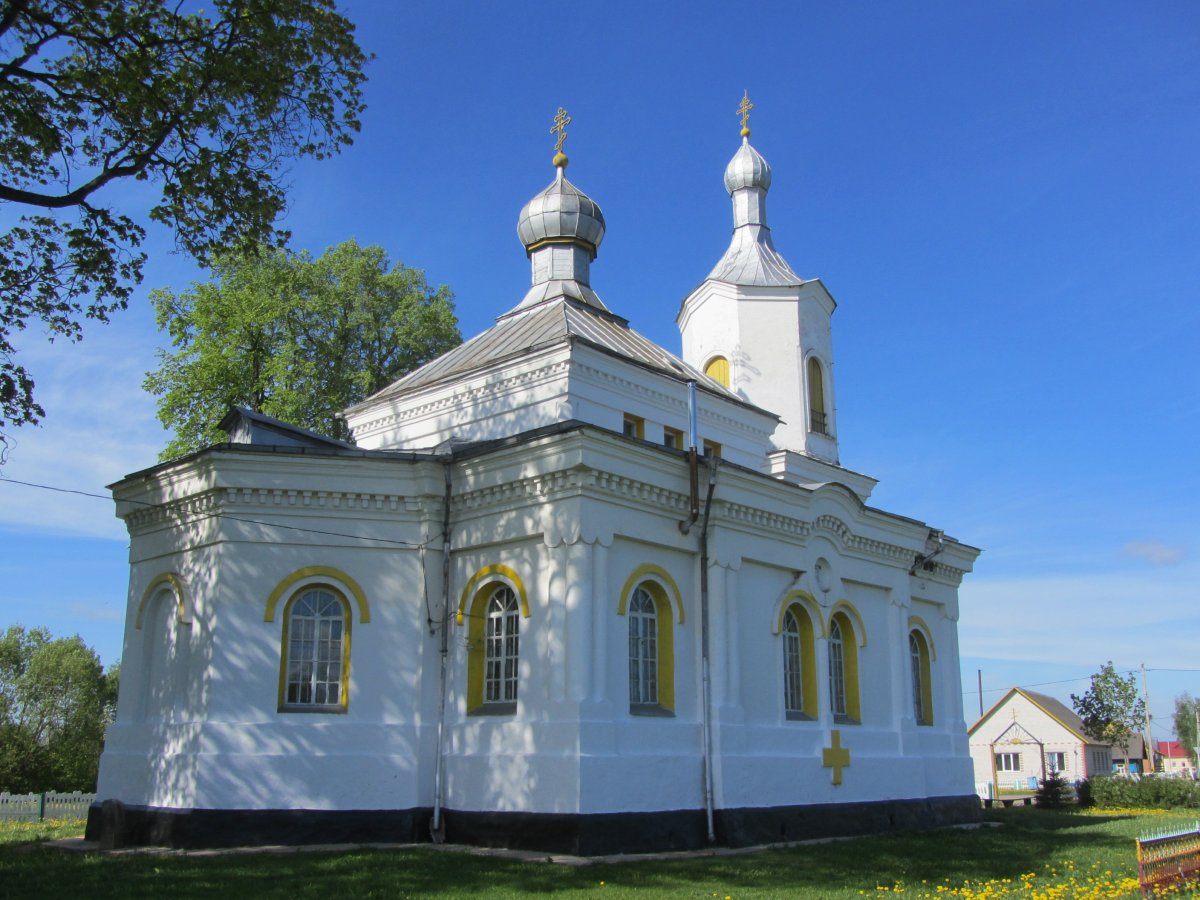
Cerkiew Podwyższenia Krzyża Pańskiego z 1864 r.
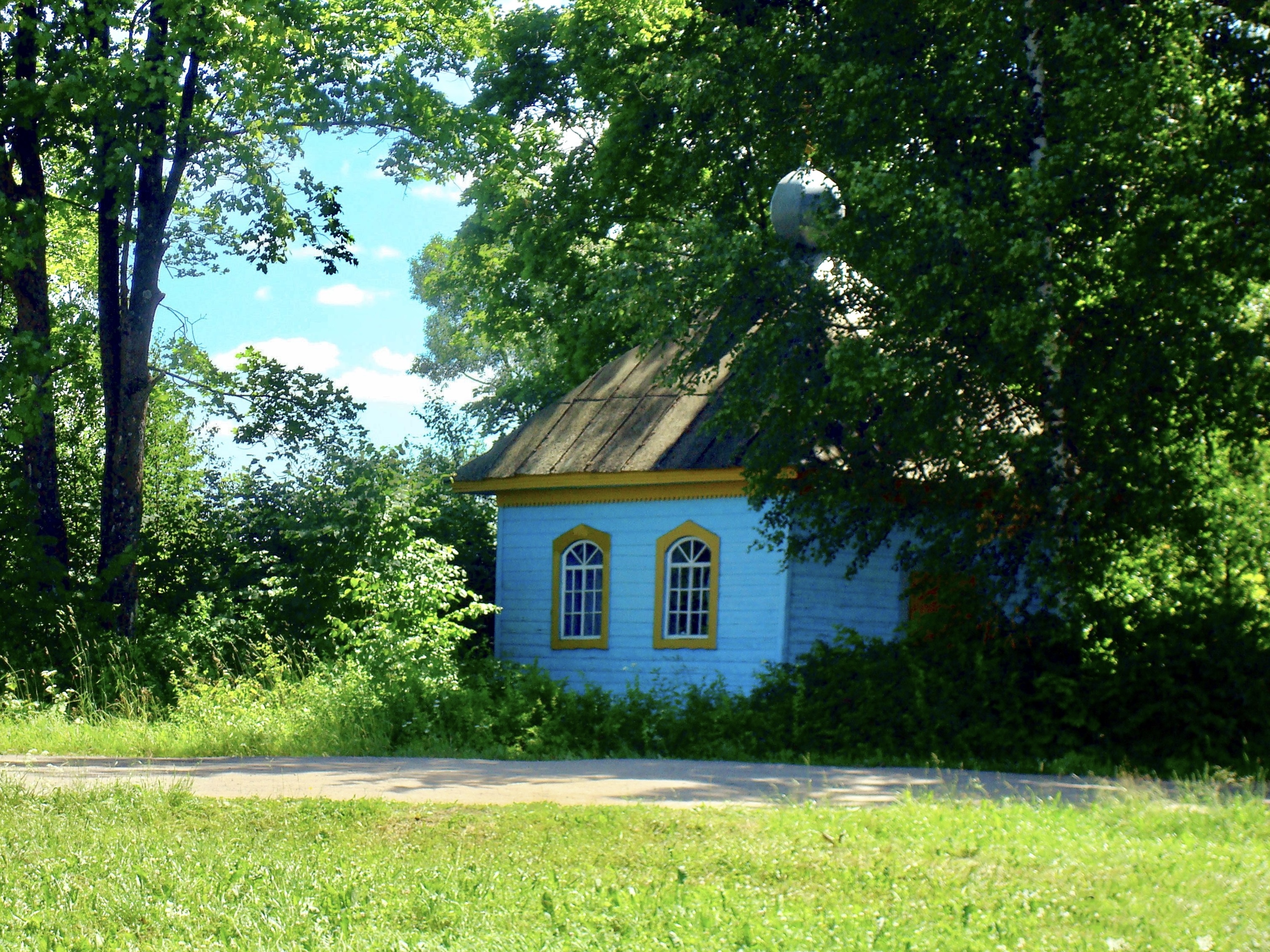
Kaplica Świętego Ducha